# キロロスノーワールド
キロロスノーワールド（英: Kiroro Snow World）は、北海道余市郡赤井川村のキロロリゾートにあるスキー場。

## 概歴
朝里岳と長峰岳の斜面には日本国内屈指の積雪量と雪質を誇るスキー場があり、通常のゲレンデオープン期間は日本国内有数の長さとなっている。「株式会社キロロアソシエイツ」が運営している。朝里岳山頂にある「ニイサの鐘」は、「恋人の聖地」に選定されている。
子ども専用のスキー&スノーボードスクール「アニーキッズスキーアカデミー」は、フランスの「アニー・ファモーズ」と提携している。

## 沿革
1984年（昭和59年）にある企業から赤井川村にスキー場を建設したいという申し出があり、村と共同で「赤井川村森林リゾート開発協議会」を設立したが、国有林を活用するため企業側の事業計画のように開発することが出来ず、1986年（昭和61年）に開発を断念していた。
赤井川村はスキー場の開発に関心のある企業を探し、1987年（昭和62年）に日本楽器製造（現在のヤマハ）とともに「赤井川村森林レクリエーション協議会」を設立し、朝里岳の西部にある国有林を開発するという計画に着手した。1988年（昭和63年）にヤマハは100%出資の子会社「ヤマハ北海道リゾート開発」を設立したほか、当時の林野庁は国有林を活用した開発をする場合は地方自治体が開発主体に加わることを求めていたため、ヤマハ、ヤマハ発動機、ヤマハ北海道リゾート開発に赤井川村も出資した第三セクター「赤井川森林レクリエーション開発公社」（1991年に「キロロ開発公社」と改称）を設立した。1989年（平成元年）に国有保安林の解除手続きが完了すると、赤井川森林レクリエーション開発公社はスキー場の工事を開始した。

### 年表
- 1988年（昭和63年）：第三セクター「赤井川森林レクリエーション開発公社」設立。
- 1991年（平成03年）：赤井川森林レクリエーション開発公社が「株式会社キロロ開発公社」と改称。キロロスノーワールド、マウンテンホテル、スノーモービルワールドがオープン。
- 1992年（平成04年）：長さ3,300 mのゴンドラ新設[2]。
- 2001年（平成13年）：「株式会社キロロアソシエイツ」設立。
- 2003年（平成15年）：ヤマハがキロロ開発公社の赤井川村出資分を買収して100%の子会社とする。
- 2004年（平成16年）：ヤマハがキロロ開発公社を吸収合併[3]。
- 2007年（平成19年）：三井不動産が施設取得[4]。
- 2012年（平成24年）：合弁会社の「シェアグループ」がキロロアソシエイツを買収[5]。

## 施設
コース
- 初級コース
  - 朝里パノラマコース
  - 朝里第1Aコース
  - 朝里第1Bコース
  - 長峰第1コース
  - 余市第1Bコース
  - 余市第2Aコース
  - ファミリーコース
  - ゲートウェイコース

- 中級コース
  - 朝里ダイナミックコース
  - 余市第1Aコース
  - センターAコース
  - センターBコース
  - 長峰第2Aコース
  - 長峰第2Cコース
- 上級コース
  - 朝里エキスパートAコース
  - 朝里エキスパートBコース
  - 朝里第2Aコース
  - 朝里第2Bコース
  - 朝里第2Cコース
  - 長峰第2Bコース
  - 余市第2Bコース
  - センターCコース
  - センターリンク

索道
| 名称                                             | 定員                      | 路線長  | 運転速度 | 備考                         |
| ------------------------------------------------ | ------------------------- | ------- | -------- | ---------------------------- |
| キロロゴンドラ                                   | 6名                       | 3,309 m | 5.0m/s   |                              |
| 朝里第1リフト                                    | 2名                       | 626 m   | 2.0m/s？ |                              |
| 朝里第2エクスプレス                              | 2名                       | 997 m   | 4.0m/s   | フード付                     |
| 余市第1エクスプレス                              | 4名                       | 1,765 m | 4.0m/s   | フード付                     |
| 余市第2リフト                                    | 2名                       | 406 m   | 2.0m/s？ |                              |
| センターエクスプレス                             | 4名                       | 1,127 m | 4.0m/s   | フード付                     |
| 長峰第1エクスプレス                              | 4名                       | 1,583 m | 4.0m/s   | フード付                     |
| 長峰第2エクスプレス                              | 4名                       | 1,040 m | 4.0m/s   | フード付                     |
| ファミリーリフト                                 | 2名                       | 234 m   | 1.6m/s？ |                              |
| ゲートウェイエクスプレス (フードリフト&ゴンドラ) | 4名(リフト) 8名(ゴンドラ) | 879 m   | 5.0m/s   | フード付(2019年12月オープン) |

マウンテンセンター
- スキーショップ ヴァンクール
- キロロレンタルショップ
- コインロッカー
- 貸ロッカー
- 授乳室
- レンタルルーム
- カフェテリア「ルミエール」
- マウンテンカフェ&ラウンジ
- ダブルブラックカフェ
- 和（なごみ）
- ときわ湯

その他
- 朝里ビュー
- クレスト

## アクセス・駐車場
新千歳空港、札幌駅、小樽駅や小樽築港駅などから事前予約制のバスを運行している。また、シェラトン北海道キロロリゾートからキロロトリビュートポートフォリオホテル北海道までは約500 m離れているため、無料のシャトルバスを運行している。
- 小樽から車で約40分
- ニセコから車で約50分
- 札幌から車で約60分
- 新千歳空港から車で約90分
- 駐車場：2,000台

## 参考資料
- 河西邦人. “キロロ・スノーワールド”. New Directions of All Around Management. 2019年2月5日閲覧。